# ماری انونسون
ماری انونسون (به انگلیسی: Marie Annonson) ژیمناست زادهٔ ۸ اکتبر ۱۹۸۴ میلادی اهل کشور ایالات متحده آمریکا است.